# Cetengraulis
Cetengraulis es un género de peces clupeiformes de la familia Engraulidae.

## Especies
Se reconocen las siguientes especies:
- Cetengraulis edentulus
- Cetengraulis mysticetus